# 오드레 고니아
오드레 고니아(프랑스어: Audrey Gogniat, 2002년 10월 30일~)는 스위스의 사격 선수로 주 종목은 소총이다. 2024년 하계 올림픽 10m 공기소총 종목에서 동메달을 획득했다.